# Agrochola postrosea
Agrochola postrosea är en fjärilsart som beskrevs av Barend J. Lempke 1964. Agrochola postrosea ingår i släktet Agrochola och familjen nattflyn. Inga underarter finns listade i Catalogue of Life.